# Liste des musées du Shropshire
Cette liste des musées du Shropshire, Angleterre contient des musées qui sont définis dans ce contexte comme des institutions (y compris des organismes sans but lucratif, des entités gouvernementales et des entreprises privées) qui recueillent et soignent des objets d'intérêt culturel, artistique, scientifique ou historique. leurs collections ou expositions connexes disponibles pour la consultation publique. Sont également inclus les galeries d'art à but non lucratif et les galeries d'art universitaires. Les musées virtuels ne sont pas inclus.

## Musées
| Nom                                          | Image | Ville/Cité          | District          | Type                | Résume |
| -------------------------------------------- | ----- | ------------------- | ----------------- | ------------------- | --- |
| Acton Scott Working Farm                     |       | Acton Scott         | Shropshire        | Ferme               | Ferme de l'époque victorienne |
| Attingham Park                               |       | Atcham              | Shropshire        | Maison historique   | Exploité par le National Trust, manoir de campagne de la fin du XVIIIe siècle, jardins |
| Battlefield 1403                             |       | Battlefield         | Shropshire        | Militaire           | website, site et histoire de la bataille de Shrewsbury, près du Battlefield Heritage Park |
| Benthall Hall                                |       | Benthall, Broseley  | Shropshire        | Maison historique   | Exploité par le National Trust, maison de campagne du XVIe siècle, jardins |
| Bishop’s Castle Railway and Transport Museum |       | Bishop's Castle     | Shropshire        | Transport           | Histoire du Bishop's Castle Railway |
| Blists Hill Victorian Town                   |       | Madeley             | Telford et Wrekin | Living              | Ville victorienne de la fin du XIXe siècle, comprenant des mines de pierre, une pharmacie, un chalet de squatters, une école et une banque, l'un des Ironbridge Gorge Museums |
| Bog Visitor Centre                           |       | Stiperstones        | Shropshire        | Local               | website, histoire naturelle, géologie et patrimoine minier de la région |
| Boscobel House                               |       | Boscobel            | Shropshire        | Maison historique   | Exploité par l'English Heritage, maison et ferme restaurées du XVIIe siècle à ossature de bois, site où Charles II s’est caché dans un arbre pour échapper à la découverte des soldats du Parlement après la bataille de Worcester, comprenant une laiterie, une cour de ferme, une forge, des jardins et un descendant du Chêne royal |
| Bridgnorth Museum                            |       | Bridgnorth          | Shropshire        | Local               | website, website, histoire locale, culture |
| Broseley Pipeworks                           |       | Broseley            | Telford et Wrekin | Industrie           | Ancienne fabrique de pipes à tabac en terre cuite, l'un des musées d'Ironbridge Gorge |
| Cambrian Heritage Railways                   |       | Oswestry            | Shropshire        | Railway             | Chemin de fer du patrimoine et musée |
| Clun Town Museum                             |       | Clun                | Shropshire        | Local               | information, histoire locale et costumes de ville, situés dans l'hôtel de ville |
| Coalbrookdale Museum of Iron                 |       | Coalbrookdale       | Telford et Wrekin | Industrie           | La sidérurgie du XVIIe siècle, l'un des musées d'Ironbridge Gorge, comprend un musée de la sculpture en acier |
| Coalport China Museum                        |       | Coalport            | Telford et Wrekin | Industrie           | Histoire et production de porcelaine Coalport , l'un des musées d'Ironbridge Gorge |
| Coleham Pumping Station                      |       | Coleham             | Shropshire        | Technologie         | Station de pompage victorienne avec moteurs à vapeur conservés |
| Daniels Mill                                 |       | Bridgnorth          | Shropshire        | Mill                | Moulin à eau du XVIIIe siècle |
| Darby Houses                                 |       | Coalbrookdale       | Telford et Wrekin | Maison historique   | Maisons du XVIIe siècle des dirigeants quakers de la Coalbrookdale Ironworks; l'un des musées d'Ironbridge Gorge |
| Dudmaston Hall                               |       | Quatt               | Shropshire        | Maison historique   | Exploité par le National Trust, manoir et domaine du XVIIe siècle, jardins, abrite une importante collection d'art moderne de peintures et de poteries espagnoles du milieu du XXe siècle |
| Engine House                                 |       | Highley             | Shropshire        | Rail                | Centre d'accueil des visiteurs de la Severn Valley Railway avec locomotives à vapeur et expositions, situé à la gare de Highley |
| Enginuity                                    |       | Coalbrookdale       | Telford et Wrekin | Science             | Principes de conception et de technologie dans l'industrie et la fabrication, l'un des musées d'Ironbridge Gorge |
| House on Crutches Museum                     |       | Bishop's Castle     | Shropshire        | Local               | website, maison à pans de bois avec histoire locale, expositions domestiques et agricoles |
| Iron Bridge and Toll House                   |       | Ironbridge          | Telford et Wrekin | Technologie         | Le premier pont en arc au monde à être construit en fonte en 1779, toll house présente des expositions sur la construction du pont, l'un des musées d'Ironbridge Gorge |
| Jackfield Tile Museum                        |       | Jackfield, Broseley | Shropshire        | Art                 | Fabrique de carreaux décoratifs, galeries présentant des carreaux et salles d'époque décorées de carreaux, l'un des Ironbridge Gorge Museums |
| Land of Lost Content                         |       | Craven Arms         | Shropshire        | Histoire            | website, souvenirs du XXe siècle, la plupart fabriqués en Grande-Bretagne |
| Llanymynech Heritage Area                    |       | Llanymynech         | Shropshire        | Histoire industriel | Carrière de chaux et bâtiments industriels historiques, y compris le Four Hoffmann – important au niveau national - l'un des trois encore debout en Grande-Bretagne |
| Château de Ludlow                            |       | Ludlow              | Shropshire        | Maison historique   | Château médiéval inhabité en partie en ruine |
| Ludlow Museum                                |       | Ludlow              | Shropshire        | Multiple            | website, histoire locale, faune, archéologie, géologie, fossiles |
| Market Drayton Museum                        |       | Market Drayton      | Shropshire        | Local               | website, histoire locale |
| Merrythought                                 |       | Ironbridge          | Telford et Wrekin | Musée du jouet      | Merrythought, le dernier fabricant britannique d’ours en peluche basé à Ironbridge Gorge |
| Morville Hall                                |       | Bridgnorth          | Shropshire        | Maison historique   | Exploité par le National Trust, maison et jardins élisabéthains |
| Much Wenlock Museum                          |       | Much Wenlock        | Shropshire        | Local               | website, histoire locale, y compris les jeux olympiques de Wenlock |
| Museum of the Gorge                          |       | Ironbridge          | Telford et Wrekin | Local               | Histoire de l'Ironbridge Gorge, extraction du charbon et histoire locale, l'un des musées d'Ironbridge Gorge |
| Mythstories Museum of Myth & Fable           |       | Wem                 | Shropshire        | Littérature         | website, expositions variées de légendes et de folklore, récits en direct |
| Oswestry Town Museum                         |       | Oswestry            | Shropshire        | Local               | website, L'histoire d'Oswestry |
| Park Hall                                    |       | Oswestry            | Shropshire        | Multiple            | website, parc à la ferme avec trois musées: Victorian School & Museum, Welsh Guards Museum et reproduction Roundhouse Iron Age |
| Royal Air Force Museum Cosford               |       | Cosford             | Shropshire        | Aviation            | Histoire de l'aviation et de la Royal Air Force, comprenant des avions de guerre, des avions de transport et d'entraînement, des moteurs, des missiles et des armes propulsées par des fusées, des expositions sur l'évolution de la technologie aérienne, l' histoire de la guerre froide                                             |
| Shrewsbury Museum and Art Gallery            |       | Shrewsbury          | Shropshire        | Multiple            | Histoire locale, expositions d'art |
| Shropshire Regimental Museum                 |       | Shrewsbury          | Shropshire        | Militaire           | Souvenirs et histoire du régiment, situés à Shrewsbury Castle |
| Shropshire Hills Discovery Centre            |       | Clun                | Shropshire        | Multiple            | Géologie de la région, histoire naturelle, histoire de l'âge du fer, expositions d'art, histoire locale |
| Château de Stokesay                          |       | Stokesay            | Shropshire        | Maison historique   | Exploité par l'English Heritage, manoir fortifié médiéval |
| Stokesay Court                               |       | Onibury             | Shropshire        | Maison historique   | Maison de campagne victorienne et jardins |
| Sunnycroft                                   |       | Wellington          | Telford et Wrekin | Maison historique   | Exploité par le National Trust, villa victorienne de banlieue avec intérieur inaltéré de la fin du XIXe siècle |
| Tar Tunnel                                   |       | Coalport            | Telford et Wrekin | Industrie           | Tunnel où pénètre le bitume , l'un des musées d'Ironbridge Gorge |
| Welsh Guards Museum                          |       | Oswestry            | Shropshire        | Militaire           | website, histoire et souvenirs des Welsh Guards, situés dans le Park Hall |
| Whitchurch Heritage Centre                   |       | Whitchurch          | Shropshire        | Local               | website, explorant l'histoire d'un bourg du Shropshire, présente une galerie d'œuvres d'art et de souvenirs relatifs à l'artiste Randolph Caldecott et au musicien né à Whitchurch Edward German |
| Wilderhope Manor                             |       | Wenlock Edge        | Shropshire        | Maison historique   | Exploité par le National Trust, manoir Tudor du XVIe siècle, également une auberge de jeunesse |
| Wroxeter Roman City                          |       | Wroxeter            | Shropshire        | Archéologie         | Exploité par l'English Heritage, vestiges mis au jour et musée avec artefacts façonnés |